# Nissan R90
La Nissan R90 è una vettura Sport Prototipo da competizione, realizzata secondo il regolamento tecnico FIA categoria Gruppo C per essere schierata dalla casa giapponese Nissan Motor nel Campionato del mondo sportprototipi 1990.

## Contesto
Dopo i buoni risultati ottenuti dalla Nissan con il modello R89C nella stagione 1989 del campionato mondiale, il costruttore giapponese puntò seriamente alla vittoria nella 24 Ore di Le Mans. Per raggiungere questo obbiettivo fu realizzato una nuova sport prototipo, la R90, più potente, dotata di affinamenti tecnici ed aerodinamici che permisero un miglioramento nelle prestazioni velocistiche rispetto alla R89C.

## Tecnica

### Motore
La vettura è mossa da un motore V8 Nissan di 3.496 cm³, l'angolo formato dalle bancate dei cilindri è di 90°, il monoblocco è realizzato in magnesio mentre le testate sono in lega d'alluminio, dispone di doppio albero a camme in testa per bancata, la distribuzione è a 4 valvole per cilindro, è sovralimentato per mezzo di 2 turbocompressori IHI, in condizioni di gara è in grado di sviluppare una potenza di oltre 810 CV (597 kW) a 7.600 giri/min mentre in configurazione da qualifica oltre 1.100 CV tramite un overboost regolabile dal pilota, la coppia motrice raggiunge un valore massimo di 784 Nm ad un regime di 5.600 giri/min.

### Telaio

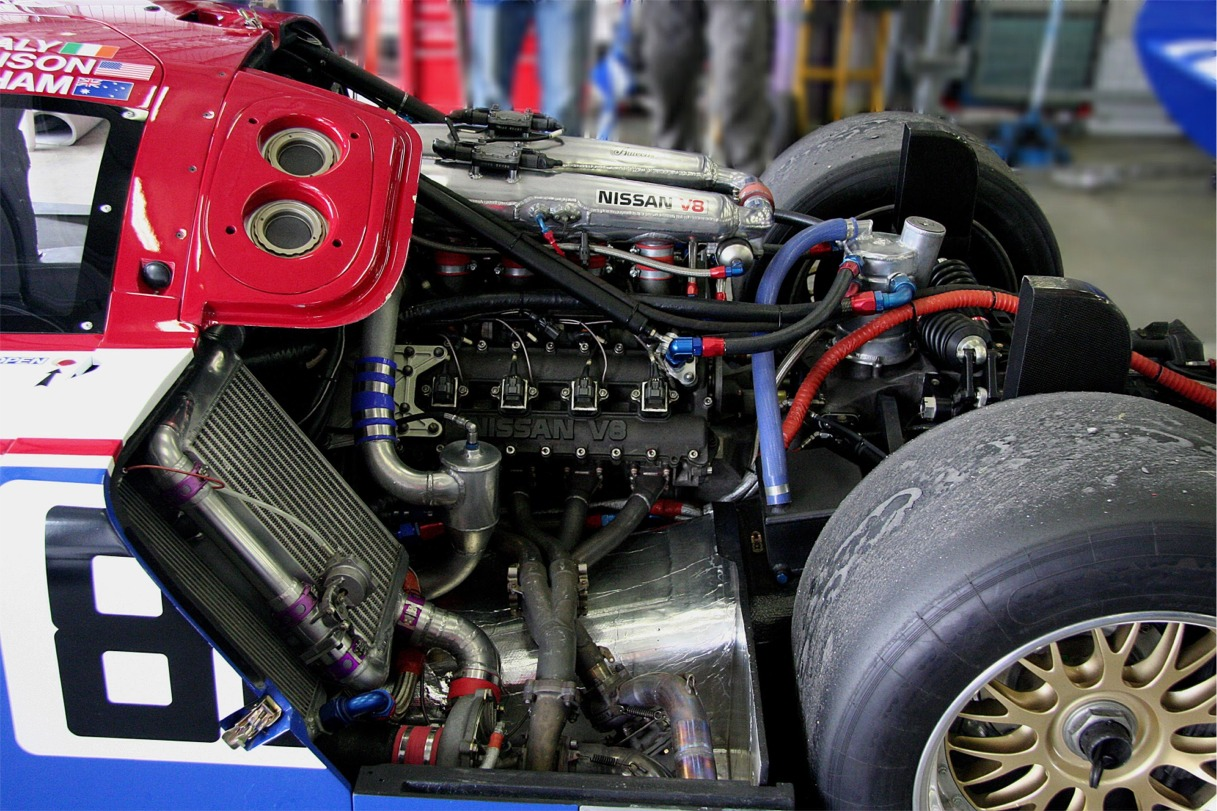
Il vano motore della Nissan R90

Questo propulsore è montato in posizione centrale posteriore, su un telaio prodotto dalla Lola, alla quale la Nissan aveva conferito l'incarico di concezione e realizzazione dei suoi sport prototipi di Gruppo C. Dispone di un telaio monoscocca realizzato in fibra di carbonio e kevlar, anche la carrozzeria è realizzata con i medesimi materiali.

Le sospensioni hanno uno schema a triangoli oscillanti sovrapposti, con puntoni diagonali che agiscono su molle e ammortizzatori regolabili Koni, lo sterzo è a cremagliera, l'impianto frenate è composto da dischi freno in materiale carboceramico. 
La trasmissione della potenza è affidata ad un cambio manuale a 5 rapporti e la trazione è posteriore, il peso totale del corpo vettura è di circa 920 kg.

### Aerodinamica

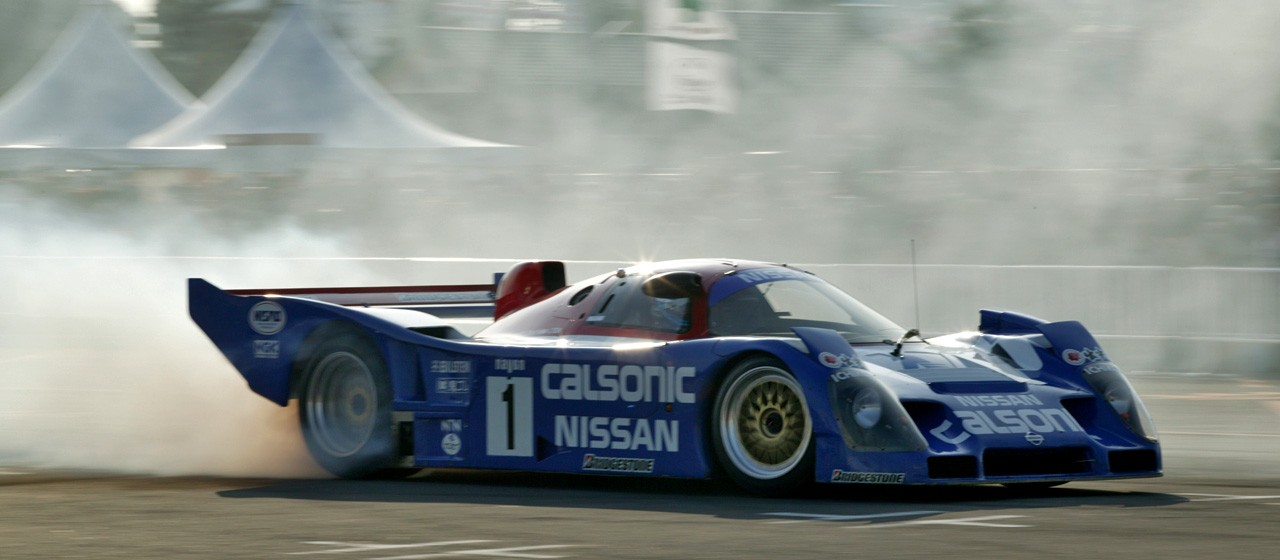
Nissan R91CP evoluzione della R90CP

La vettura è dotata di un fondo scocca con canali Venturi, che consentono di sviluppare un importante effetto suolo. Viene proposta in due varianti di carrozzeria, la CK vettura tipo e la CP utilizzata nel campionato giapponese prototipi, che esteriormente si differenzia per il cofano anteriore di diverso disegno, prese d'aria per l'alimentazione motore diverse e alettone posteriore posto più in basso con paratie laterali che formano un tutt'uno con i passaruota delle ruote posteriori.

## Risultati sportivi

### Mondiale sportprototipi
La Nissan prende parte al mondiale sport prototipi 1990, gareggiando con due R90CK, nella gara del debutto, la 480 km di Monza una delle sue vetture termina al 7º posto finale, nella prova successiva, la 480 km di Spa arriva il primo podio con un buon 3º posto assoluto, la stagione continua poi con altri buoni piazzamenti e diversi podi, i risultati migliori restano i secondi posti conquistati alla 480 km di Montreal e alla 480 km di Città del Messico. Nissan conclude la stagione agonistica piazzandosi al 3º posto in classifica costruttori dietro alla Mercedes-Benz e alla Jaguar.
Nonostante dei risultati lusinghieri, la casa automobilistica giapponese decide di non gareggiare nella stagione successiva, visto anche il netto cambio di regolamento tecnico del Gruppo C, che introduceva le vetture Sport 3,5 litri come classe di vertice. La Nissan decide di apportare aggiornamenti tecnici alle sue R90 (vetture poi ribattezzate R91 e R92), limitandosi a gareggiare nel campionato giapponese sport prototipi, vincendo quasi tutte le gare del campionato sport prototipi giapponese per 3 anni di fila con la competitiva R92CP.

### 24 Ore di Le Mans

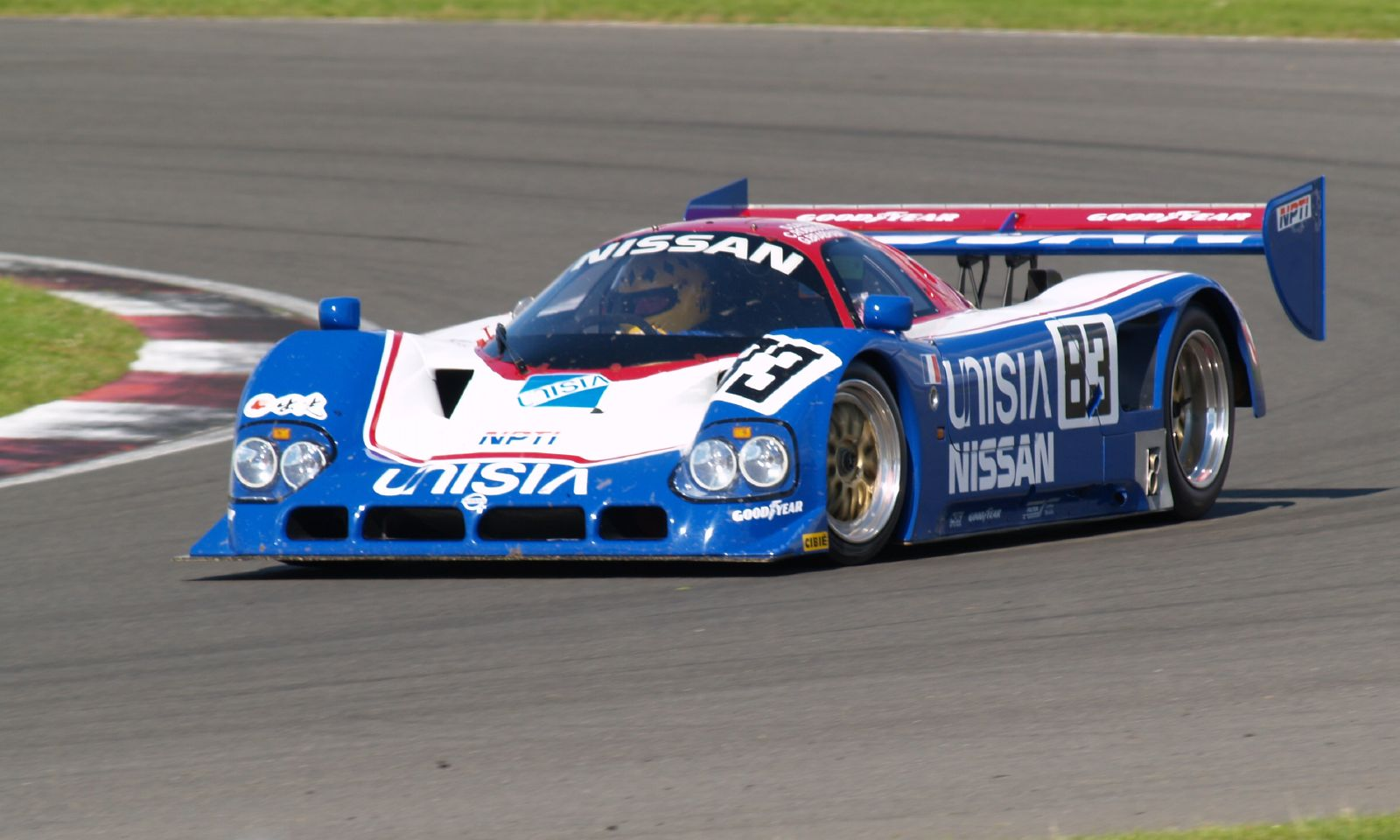
Nissan R90

La 24 Ore di Le Mans 1990 non è una prova valida per il campionato mondiale sport prototipi, tuttavia molti costruttori partecipano alla corsa per l'indiscussa importanza e visibilità che garantisce. La Nissan arriva in forze, schierando un totale di 7 vetture: una R90CP con equipaggio tutto giapponese, quattro R90CK e due R89C affidata al team Courage Compétition e al Team Le Mans.
Le Nissan dominano le qualifiche: Mark Blundell alla guida della R90CK con un motore da 1.128 CV di potenza massima, conquista la pole position con il tempo di 3:27.020, raggiungendo i 366 km/h ottiene anche la più alta punta velocistica mai registrata sul rettilineo delle Hunaudières da quando sono state apposte le 2 chicane, in seconda posizione la Porsche 962 del team Brun staccata di 6 secondi, al 3°, 4° e 5° le altre R90. 

Ma la gara ha un andamento diverso, una R90 esce di scena già nel giro di formazione, a causa di seri problemi all'impianto frenante, il pilota rompe il cambio nel tentativo di rallentare. La vettura partita in pole position dopo essere rimasta in testa la maggior parte dei giri, alle 20.30 subisce un contatto in gara con un altro prototipo riportando seri danni che insieme ad altri problemi la costringono al ritiro. Successivamente un'altra R90 si alterna al comando della corsa con le Porsche 962 e Jaguar XJR-12 ma all'alba anche questa vettura è costretta al ritiro per una falla sul serbatoio del carburante. In totale 4 vetture sono costrette a ritiro, solo 3 Nissan concludono la corsa, la migliore piazzata è la R90CP con equipaggio tutto giapponese che si piazza al 5º posto.

### 24 Ore di Daytona
Nel 1991 la Nissan già impegnata nel Campionato IMSA GTP con il proprio modello GTP-ZX Turbo, partecipa alla più importante delle prove del calendario, la 24 Ore di Daytona, anche con tre R90CK iscritte su invito nella classe speciale Gruppo C, in gara due prototipi si ritirano mentre una conclude al secondo posto assoluto dietro la Porsche 962 del Joest Racing e prima di classe Gruppo C.
Nel 1992 la Nissan R91CP, versione aggiornata della R90, vince nettamente la 24 Ore di Daytona.